# 艾尔弗雷德·梅辛杰
艾尔弗雷德·威廉·梅辛杰（英語：Alfred William Messenger，1887年12月4日—1968年），生于伯明翰，英国前男子竞技体操运动员。他曾获得1912年夏季奥运会体操比赛男子团体全能铜牌。